# Novara Calcio 2019-2020
Questa voce raccoglie le informazioni riguardanti il Novara Calcio nelle competizioni ufficiali della stagione 2019-2020.

## Stagione
Nella stagione 2019-2020 il Novara disputa il girone A del campionato di Serie C. Un campionato condizionato dall'aggravarsi della pandemia da Covid-19, che ha costretto a giocare molte partite senza la presenza del pubblico, e che di fatto si è concluso a metà febbraio dopo la disputa della 26ª giornata, quando si è decisa una sospensione del torneo. L'8 giugno il Consiglio Federale ha deciso di portare a termine i campionati di Serie A e di Serie B, mentre ha omologato i risultati dei tre gironi di Serie C, con i risultati conseguiti al momento della sospensione. Quindi nel girone A il Monza è stato promosso in Serie B diretto, mentre le dieci squadre piazzate disputano i Play-off. Il Novara al momento della sospensione è terzo con 38, a fine giugno iniziano i Play-off tutti in gara unica. I biancoazzurri il 30 giugno nel primo turno del girone elimina (0-0) l'Albinoleffe, il pareggio promuove il Novara meglio piazzato in campionato, nel secondo turno i piemontesi superano il turno senza giocare, perché il Pontedera non è in condizioni di giocarsi la qualificazione e rinuncia. Il 9 luglio nel primo turno nazionale il Novara supera (1-2) il Renate, nel secondo turno supera (1-2) il Carpi. In semifinale il Novara perde (2-1) a Reggio Emilia contro la Reggiana, che poi vince anche la finale contro il Bari e sale da quarta in Serie B. Miglior marcatore stagionale novarese Mattia Bortolussi, autore di 10 reti in campionato.

## Divise e sponsor
Il fornitore ufficiale di materiale tecnico per la stagione 2019-2020 è Mizuno, mentre gli sponsor di maglia sono Gorgonzola Igor (main sponsor) e Gruppo Comoli Ferrari (co-sponsor). Sono presenti anche il logo della Quarta Categoria e lo slogan "Il calcio per me è tutta la vita", legati all'iniziativa solidale del Novara For Special.
| 1ª divisa | 2ª divisa | 3ª divisa |

## Organigramma societario
Area direttiva
- Presidente e amministratore delegato: Marcello Cianci
- Vicepresidente: Elisa Rullo
- Direttore generale: Roberto Nespoli
- Direttore operativo: Tommaso Leone
- Segretario generale: Emanuela Lubian
- Responsabile amministrazione, finanza e controllo: Annalisa Pisani

Area comunicazione e marketing
- Responsabile brand e comunicazione: Alessandra Stefanini
- Responsabile ufficio stampa: Matteo Pisoni
- Responsabile marketing e commerciale: Paolo Esposito
- Responsabile relazioni istituzionali e biglietteria: Federica Negri
- S.L.O.: Massimo Moia

Area sportiva
- Direttore sportivo: Orlando Urbano
- Team manager: Mattia Venturini

Area tecnica
- Allenatore: Simone Banchieri
- Vice allenatore: Massimiliano Guidetti
- Preparatore atletico: Stefano Pavon
- Preparatore portieri: Andrea Sardini
- Recupero Infortuni: Andrea Buttè

Area medica
- Coordinatore sanitario: Clemente Ponzetti
- Responsabile sanitario: Fabio Francese
- Massofisioterapista: Lorenzo De Mani
- Massaggiatore: Andrea Calzolari
- Riabilitatore: Gian Mario Foglia

## Rosa
| N. |                      | Ruolo | Calciatore        |
| -- | -------------------- | ----- | ----------------- |
| 1  | Italia (bandiera)    | P     | Filippo Marricchi |
| 2  | Italia (bandiera)    | D     | Angelo Tartaglia  |
| 3  | Italia (bandiera)    | D     | Andrea Cagnano    |
| 4  | Italia (bandiera)    | D     | Andrea Sbraga     |
| 5  | Italia (bandiera)    | D     | Davide Bove       |
| 6  | Italia (bandiera)    | D     | Cesare Pogliano   |
| 7  | Italia (bandiera)    | C     | Filippo Nardi     |
| 8  | Argentina (bandiera) | C     | Nicolás Schiavi   |
| 9  | Italia (bandiera)    | A     | Marco Zunno       |
| 10 | Italia (bandiera)    | C     | Daniele Buzzegoli |
| 11 | Italia (bandiera)    | A     | Gabriele Capanni  |
| 12 | Italia (bandiera)    | P     | Simome De Rosa    |
| 13 | Italia (bandiera)    | D     | Pietro Visconti   |
| 14 | Italia (bandiera)    | C     | Nicola Petricci   |
| 15 | Italia (bandiera)    | C     | Riccardo Collodel |
| 17 | Cipro (bandiera)     | C     | Daniīl Paroutīs   |

| N. |                       | Ruolo | Calciatore            |
| -- | --------------------- | ----- | --------------------- |
| 18 | Italia (bandiera)     | A     | Mattia Bortolussi     |
| 19 | Argentina (bandiera)  | A     | Pablo Andrés González |
| 20 | Italia (bandiera)     | A     | Simone Caricati       |
| 21 | Italia (bandiera)     | C     | Nicolás Fonseca       |
| 22 | San Marino (bandiera) | P     | Elia Benedettini      |
| 23 | Italia (bandiera)     | C     | Tommaso Bianchi       |
| 24 | Italia (bandiera)     | A     | Giammario Piscitella  |
| 25 | Italia (bandiera)     | D     | Marco Bellich         |
| 26 | Italia (bandiera)     | D     | Tommaso Barbieri      |
| 27 | Italia (bandiera)     | P     | Gabriele Marchegiani  |
| 28 | Italia (bandiera)     | A     | Lorenzo Pinzauti      |
| 29 | Italia (bandiera)     | A     | Nigel Kyeremateng     |
| 30 | Italia (bandiera)     | A     | Diego Peralta         |
| 32 | Italia (bandiera)     | D     | Alberto Zacchi        |
| 33 | Italia (bandiera)     | D     | Tommaso Cassandro     |
| 34 | Italia (bandiera)     | P     | Luca Ferrara          |

## Risultati

### Serie C

#### Girone di andata
| Arbitro: | Feliciani (Teramo) |

|                           |           |  |
| González 57’ Collodel 64’ | Marcatori |  |

| Arbitro: | Meraviglia (Pistoia) |

|                             |           |  |
| Finotto 45+1’ E. Marchi 74’ | Marcatori |  |

| Arbitro: | Kumara (Verona) |

|                                              |           |  |
| Bortolussi 8’ Schiavi 84’ (rig.) Peralta 89’ | Marcatori |  |

| Pontedera 15 settembre 2019, ore 15:00 CEST 4ª giornata | Pontedera       | 0 – 0 referto | Novara | Stadio Ettore Mannucci (507 spett.)\| Arbitro: \| Marotta (Sapri) \| |
| Arbitro:                                                | Marotta (Sapri) |               |        |                                                                      |

| Novara 22 settembre 2019, ore 17:30 CEST 5ª giornata | Novara             | 0 – 0 referto | Pergolettese | Stadio Silvio Piola (4508 spett.)\| Arbitro: \| Frascaro (Firenze) \| |
| Arbitro:                                             | Frascaro (Firenze) |               |              |                                                                       |

| Arbitro: | Tremolada (Monza) |

|            |           |                           |
| Fedato 89’ | Marcatori | 9’ Peralta 47’ N. Schiavi |

| Arbitro: | Arace (Lugo di Romagna) |

|              |           |  |
| Barbieri 63’ | Marcatori |  |

| Arbitro: | Maranesi (Ciampino) |

|  |           |         |
|  | Marcatori | 1’ Comi |

| Arbitro: | Di Cairano (Ariano Irpino) |

|                       |           |             |
| Piccoli 20’ Pinto 44’ | Marcatori | 62’ Capanni |

| Arbitro: | Angelucci (Foligno) |

|                            |           |            |
| Collodel 7’ Bortolussi 14’ | Marcatori | 74’ Murolo |

| Arbitro: | Monaldi (Macerata) |

|               |           |                |
| Anghileri 48’ | Marcatori | 42’ Bortolussi |

| Novara 27 ottobre 2019, ore 17:30 CEST 12ª giornata | Novara        | 0 – 0 referto | Pistoiese | Stadio Silvio Piola (4480 spett.)\| Arbitro: \| Maggio (Lodi) \| |
| Arbitro:                                            | Maggio (Lodi) |               |           |                                                                  |

| Arbitro: | Cudini (Fermo) |

|            |           |  |
| Eusepi 29’ | Marcatori |  |

| Arbitro: | Emmanuele (Pisa) |

|                            |           |                   |
| Bortolussi 35’ (rig.), 73’ | Marcatori | 90+4’ (rig.) Ganz |

| Arbitro: | Cosso (Reggio Calabria) |

|            |           |                           |
| Parigi 26’ | Marcatori | 2’ Peralta 46’ T. Bianchi |

| Arbitro: | Perenzoni (Rovereto) |

|                                             |           |            |
| Corrado 55’ Cutolo 78’ (rig.), 90+1’ (rig.) | Marcatori | 48’ Sbraga |

| Arbitro: | Zamagni (Cesena) |

|              |           |             |
| González 11’ | Marcatori | 90’ Momentè |

| Arbitro: | Fontani (Siena) |

|             |           |                                     |
| Le Noci 48’ | Marcatori | 28’ (rig.) Bortolussi 63’ Buzzegoli |

| Arbitro: | Bitonti (Bologna) |

|                                                     |           |  |
| Bortolussi 21’, 68’ T. Bianchi 42’ Piscitella 90+2’ | Marcatori |  |

#### Girone di ritorno
| Arbitro: | Pashuku (Albano Laziale) |

|                                    |           |                           |
| Olivieri 79’ Del Sole 90+1’ (rig.) | Marcatori | 48’ Collodel 65’ González |

| Arbitro: | Marcenaro (Genova) |

|  |           |                                            |
|  | Marcatori | 65’ Finotto 72’ (rig.) Gliozzi 90+2’ Rauti |

| Arbitro: | N. Marini (Trieste) |

|                             |           |                                   |
| D'Anna 40’, 68’ Capogna 66’ | Marcatori | 28’ Cagnano 86’ (rig.) Bortolussi |

| Arbitro: | G. Miele (Nola) |

|                       |           |                 |
| N. Schiavi 88’ (rig.) | Marcatori | 31’ M. Semprini |

| Arbitro: | Cosso (Reggio Calabria) |

|                                |           |                                    |
| Bortoluz 4’ Ciccone 54’ (rig.) | Marcatori | 15’ (rig.) N. Schiavi 26’ González |

| Arbitro: | VirgilioVirgilio (Trapani) |

|                                               |           |             |
| Bortolussi 44’ Buzzegoli 47’, 62’ Pinotti 90’ | Marcatori | 84’ Secondo |

| Arbitro: | Cudini (Fermo) |

|          |           |  |
| Cori 71’ | Marcatori |  |

| Vercelli 2020, ore 15:00 CET 27ª giornata | Pro Vercelli | – Campionato concluso a causa della pandemia da COVID-19. | Novara | Stadio Silvio Piola |

| Novara 2020, ore CET 28ª giornata | Novara | – | Giana Erminio | Stadio Silvio Piola |

| Carrara 2020, ore CET 29ª giornata | Carrarese | – | Novara | Stadio dei Marmi |

| Novara 2020, ore CET 30ª giornata | Novara | – | Renate | Stadio Silvio Piola |

| Pistoia 2020, ore CET 31ª giornata | Pistoiese | – | Novara | Stadio Marcello Melani |

| Novara 2020, ore CET 32ª giornata | Novara | – | Alessandria | Stadio Silvio Piola |

| Como 2020, ore CET 33ª giornata | Como | – | Novara | Stadio Giuseppe Sinigaglia |

| Novara 2020, ore CET 34ª giornata | Novara | – | Olbia | Stadio Silvio Piola |

| Novara 2020, ore CET 35ª giornata | Novara | – | Arezzo | Stadio Silvio Piola |

| Grosseto 2020, ore CET 36ª giornata | Pianese | – | Novara | Stadio Carlo Zecchini |

| Novara 2020, ore CET 37ª giornata | Novara | – | Pro Patria | Stadio Silvio Piola |

| Siena 2020, ore CEST 38ª giornata | Siena | – | Novara | Stadio Artemio Franchi |

### Play-off

#### Prima Fase
| Novara 30 giugno 2020, ore 20:30 CET Primo Turno | Novara         | 0 – 0 referto | AlbinoLeffe | Stadio Silvio Piola (0 spett.)\| Arbitro: \| Rutella (Enna) \| |
| Arbitro:                                         | Rutella (Enna) |               |             |                                                                |

| Arbitro: | G. Miele (Nola) |

|                  |           |                   |
| Guglielmotti 36’ | Marcatori | 24’, 58’ González |

#### Fase Nazionale
| Arbitro: | De Santis (Lecce) |

|            |           |                        |
| Vano 90+1’ | Marcatori | 9’ Pinzauti 41’ Sbraga |

| Arbitro: | Meraviglia (Pistoia) |

|                      |           |               |
| Kargbo 23’ Spanò 55’ | Marcatori | 45’ Buzzegoli |

### Coppa Italia

#### Turni Eliminatori
| Arbitro: | Pascarella (Nocera Inferiore) |

|                         |           |             |
| Vazquez 8’ Nunzella 79’ | Marcatori | 19’ Bellich |

### Coppa Italia Serie C

#### Fase a eliminazione diretta
| Arbitro: | Costanza (Agrigento) |

|  |           |               |
|  | Marcatori | 65’ Akammandu |

## Statistiche

### Statistiche di squadra
Statistiche aggiornate al 13 luglio 2020. 
| Competizione         | Punti       | In casa | In casa | In casa | In casa | In casa | In casa | In trasferta | In trasferta | In trasferta | In trasferta | In trasferta | In trasferta | Totale | Totale | Totale | Totale | Totale | Totale | D.R. |
| Competizione         | Punti       | G       | V       | N       | P       | GF      | GS      | G            | V            | N            | P            | GF           | GS           | G      | V      | N      | P      | GF     | GS     | D.R. |
| -------------------- | ----------- | ------- | ------- | ------- | ------- | ------- | ------- | ------------ | ------------ | ------------ | ------------ | ------------ | ------------ | ------ | ------ | ------ | ------ | ------ | ------ | ---- |
| Serie C              | 38          | 13      | 7       | 4       | 2       | 20      | 9       | 13           | 3            | 4            | 6            | 15           | 20           | 26     | 10     | 8      | 8      | 35     | 29     | +6   |
| Play-off             | Semifinale  | 1       | 0       | 1       | 0       | 0       | 0       | 4            | 3            | 0            | 1            | 8            | 4            | 5      | 3      | 1      | 1      | 8      | 4      | +4   |
| Coppa Italia         | Primo Turno | 0       | 0       | 0       | 0       | 0       | 0       | 1            | 0            | 0            | 1            | 1            | 2            | 1      | 0      | 0      | 1      | 1      | 2      | -1   |
| Coppa Italia Serie C | Primo Turno | 1       | 0       | 0       | 1       | 0       | 1       | 0            | 0            | 0            | 0            | 0            | 0            | 1      | 0      | 0      | 1      | 0      | 1      | -1   |
| Totale               | 38          | 15      | 7       | 5       | 3       | 20      | 10      | 18           | 6            | 4            | 8            | 24           | 26           | 33     | 13     | 9      | 11     | 44     | 36     | +8   |

### Andamento in campionato
| Giornata  | 1 | 2 | 3 | 4 | 5 | 6 | 7 | 8 | 9 | 10 | 11 | 12 | 13 | 14 | 15 | 16 | 17 | 18 | 19 | 20 | 21 | 22 | 23 | 24 | 25 | 26 | 27 | 28 | 29 | 30 | 31 | 32 | 33 | 34 | 35 | 36 | 37 | 38 |
| --------- | - | - | - | - | - | - | - | - | - | -- | -- | -- | -- | -- | -- | -- | -- | -- | -- | -- | -- | -- | -- | -- | -- | -- | -- | -- | -- | -- | -- | -- | -- | -- | -- | -- | -- | -- |
| Luogo     | C | T | C | T | C | T | C | C | T | C  | T  | C  | T  | C  | T  | T  | C  | T  | C  | T  | C  | T  | C  | T  | C  | T  | T  | C  | T  | C  | T  | C  | T  | C  | C  | T  | C  | T  |
| Risultato | V | P | V | N | N | V | V | P | P | V  | N  | N  | P  | V  | V  | P  | N  | V  | V  | N  | P  | P  | N  | N  | V  | P  |    |    |    |    |    |    |    |    |    |    |    |    |
| Posizione | 3 | 8 | 3 | 4 | 4 | 4 | 4 | 5 | 7 | 5  | 7  | 6  | 8  | 6  | 4  | 4  | 6  | 6  | 4  | 5  | 6  | 6  | 6  | 6  | 5  | 5  |    |    |    |    |    |    |    |    |    |    |    |    |

Fonte:  Serie C - Girone C, su calcio.com.
Legenda:

Luogo: C = Casa; T = Trasferta. Risultato: V = Vittoria; N = Pareggio; P = Sconfitta.